# Суншань
Суншань (кит.: 嵩山, піньінь: Sōng Shān) — гора в китайській провінції Хенань, одна з п'яти священних гір (У юе) в даосизмі. Китайські імператори приходили сюди для звершення жертвоприношень. Тут розташовані храми основних релігій Китаю — буддизму і даосизму.

## Опис
Суншань знаходиться в районі міського округу Денфен провінції Хенань Китаю, на південному березі річки Хуанхе. Суншань становлять 36 піків, що піднімаються на висоту до 1512 м (пік Чжунцзі) над рівнем моря й тягнуться на 60 км. Значна частина гори вкрита лісами. Поблизу від Суншань знаходиться археологічна зона Ерлітоу та залишки культури Мяодігоу-2 (2500–2000 роки до н. е.).

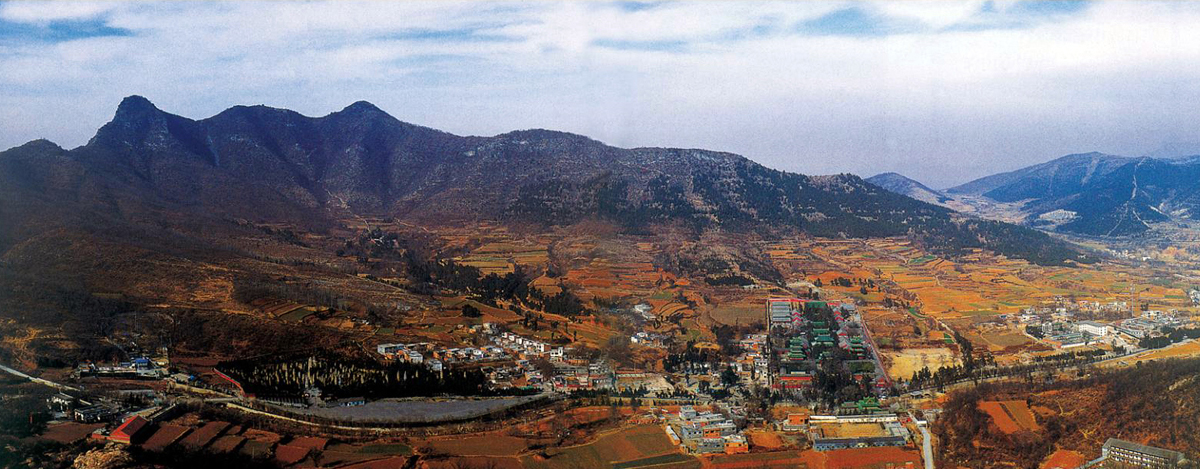
Суншань
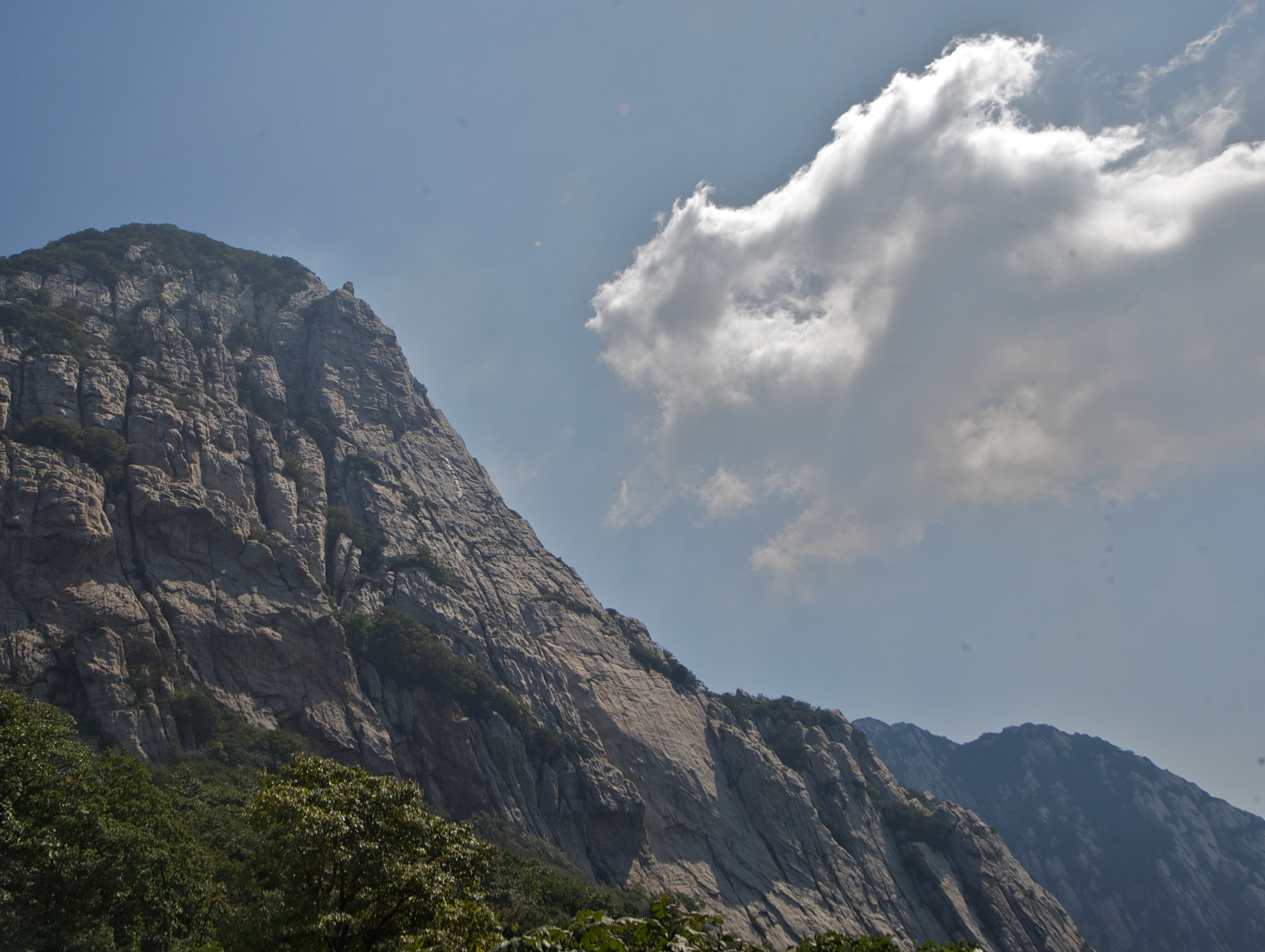
Суншань
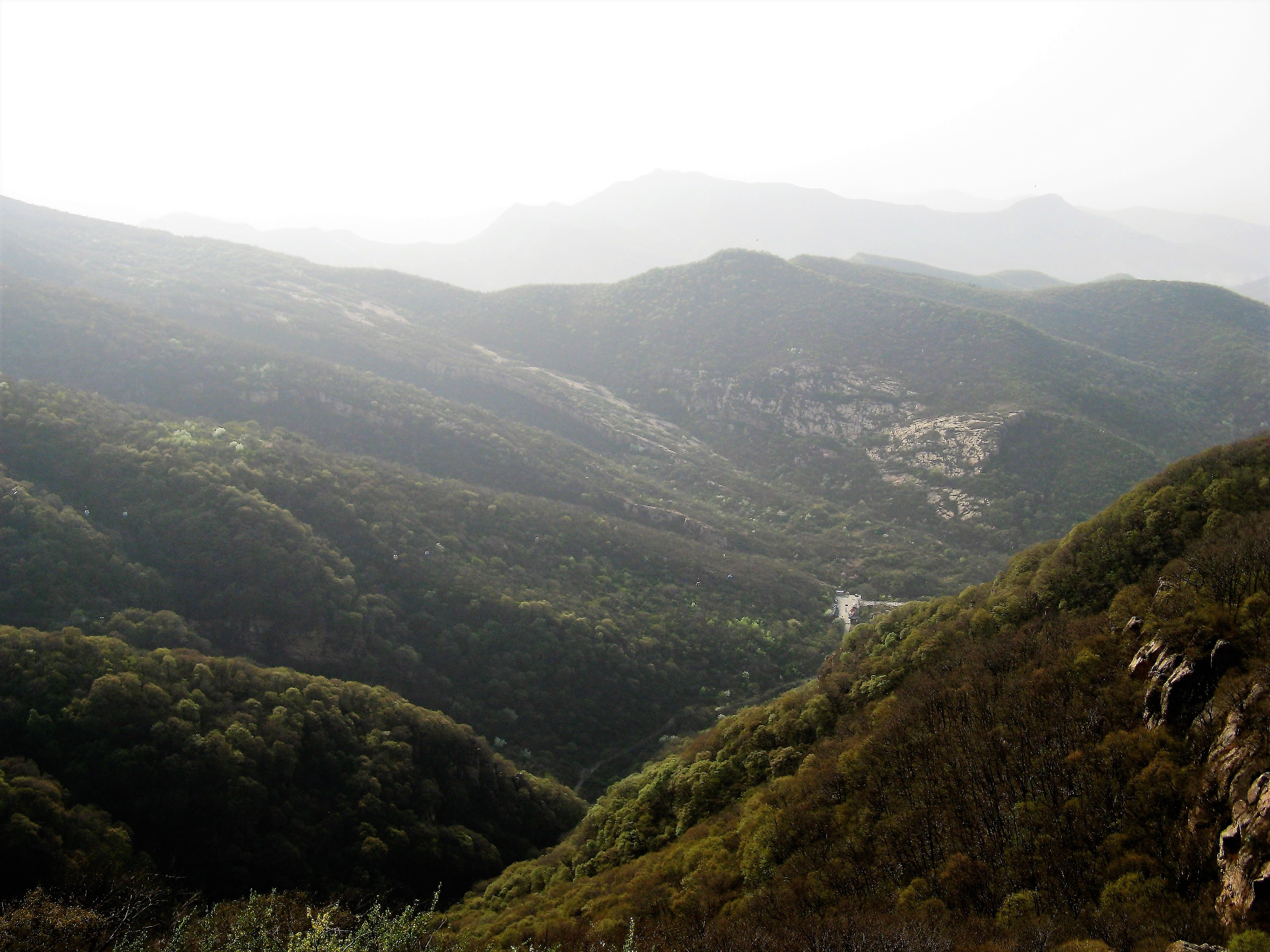
Суншань

## Історія
Є найдавнішою із шанованих гірських вершин в традиційній китайській культурі. Навколо неї та на її схилах розташовані архетектурні пам'ятки, що під єдиною назвою «Історичні пам'ятники Денфен в „Центрі Неба та Землі“» у 2010 році увійшли до переліку Світової спадщини ЮНЕСКО.
У VIII ст. до н. е. гора Суншань отримала назву «Гора в Центрі Неба і Землі» або «Серединний пік» (Чжун'юе). За різними легендами володарями Суншань вважалися небожителі Шоу Іцюнь або Чжуньтянь-ван Близько 2500 років тому, за часів династії Цінь на ній було засновано даоський монастир Чжун'юе (中岳庙). Неподалік від гори знаходиться старовинне місто Лоян.
Популярність гора отримала насамперед як місцезнаходження буддистського монастиря Шаолінь і колиска військових мистецтв кунг-фу. На захід від храму знаходиться «ліс» з 232 пагод (Та-лінь) — гробниць видатних настоятелів монастиря.
У V ст. на схилах цієї гори мешкав відомий даос Коу Цяньчжі (?-448), один із засновників даоської школи Лоугуаньтай (Школа дозорної вежі). За легендою у VIII ст. у печері Хукоуянь («Паща тигра») серед піків Суншань даос Лі Цюань (李筌) знайшов священний сувій Інь фу цзін (陰符經 «Канон таємних знаків»), втрачений за Хуан-ді (Жовтого імператора).
На південному схилі гори розташована Сун'ян (嵩阳书院) — одна з небагатьох великих Академій Китаю, побудована ще в 484 році як даоський монастир і за династії Північна Сун у 1035 році перейменована на академію. У XI ст. тут викладали багато видатних мислителів, філологів та істориків, створивши навчальному закладу «зіркову» репутацію.
Наприкінці XIII ст. на горі була зведена астрономічна обсерваторія, де працював відомий астроном Го Шуцзін, який створив один з точніших в світі календарів, обчисливши, що земний рік дорівнює 365 дням, 5 годинам, 49 хвилинам і 12 секундам. Це лише на 26 секунд відрізняється від значення, встановленого сучасною наукою.